# Chaetodon trichrous
Chaetodon trichrous е вид бодлоперка от семейство Chaetodontidae. Видът не е застрашен от изчезване.

## Разпространение и местообитание
Разпространен е във Френска Полинезия (Дружествени острови, Маркизки острови и Туамоту).
Обитава крайбрежията на океани, морета и рифове. Среща се на дълбочина от 9,2 до 25 m, при температура на водата около 27,5 °C и соленост 35,9 ‰.

## Описание
На дължина достигат до 12 cm.
Популацията на вида е стабилна.